# 도금 시대

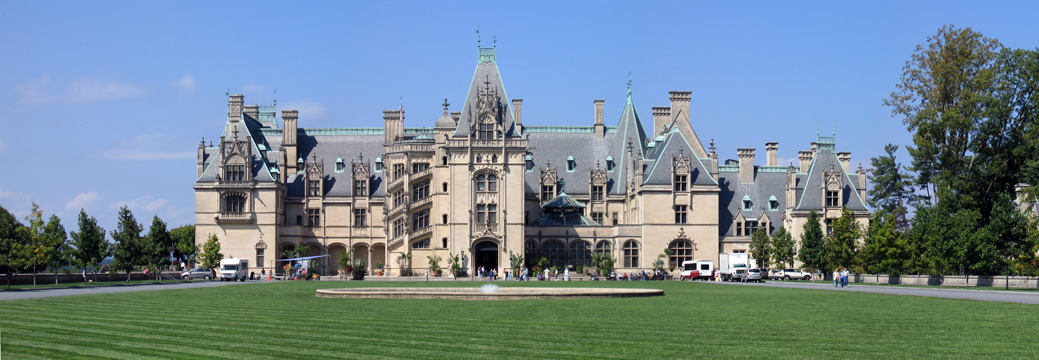
1895년 완공된 빌트모어 에스테이트는 밴더빌트 가문 뿐만 아니라 미국 부의 상징이었다.

도금 시대(鍍金 時代, Gilded Age)는 1865년 남북 전쟁이 끝나고 1873년에 시작되어, 불황이 오는 1893년까지 미국 자본주의가 급속하게 발전한 28년간의 시대를 말한다. 문학가 마크 트웨인과 찰스 두들리 워너가 쓴 동명의 소설 《도금 시대, 오늘날 이야기》(The Gilded Age: A Tale of Today)에서 유래한다. 트웨인은 저서에서 도금시대를 사상누각의 호황과 배금주의로 풍자했다.
도금 시대 동안 미국은 특히, 북부와 서부에서 급속한 경제 성장을 맞았는데, 미국인들 중 숙련공들의 임금은 유럽보다 월등히 높았으며, 이로 인해 이민자 수백만 명이 유입되었다. 미국에서의 실질 임금은 1860년에서 1890년까지 60% 이상 올랐고, 이후로도 계속 올라갔다. 그러나 도금 시대는 한편으론 쏟아져 들어온 유럽이나 중국 등 아시아 이민자들에겐 빈곤하고 불평등한 시대였으며, 부가 매우 편중되었다. 특히 남북전쟁 이후 남부는 경제상 황폐화 상태였고 면과 담배 생산에 점차 고정된 그들의 산업은 저가로 고통받았다. 당시만 해도 남부에 몰려있던 미국 흑인들 역시 급진공화파의 퇴조와 함께 남부에서 정권과 투표권을 실질적으로 빼앗기고 경제상으로도 불이익을 받았다.
철도가 주요 산업이었지만, 공장 체계와 광업과 금융도 중요해졌다. 이민자들은 농업과 목축업, 광업에 종사했다. 노동조합도 산업 분야에서 중요해졌다.
정치상 지형은 상당히 부패했는데도 투표율은 매우 높았고, 양당제 구도에서 정당이 접전을 벌였다는 점에서 주목할 만했다. 쟁점은 금주법과 교육과 민족과 인종을 대상으로 문화와 관세와 화폐 공급을 위시한 경제였다. 빠르게 성장하는 도시에는 여러 정파가 도시 정치를 통제하는 역량을 점점 획득하고 있었다. 노동조합은 8시간 노동과 아동 노동 금지를 찬성하는 운동하고 있었고 중산층 개혁가들은 행정 개혁과 금주와 여성 참정권을 요구했다. 지방 행정부는 학교와 병원을 건립했고 현지의 자선가들은 사립학교와 병원도 설립했다. 많은 종파가 신도 수효와 부에서 성장을 이뤘고 선교 활동을 전 세계로 확장했다. 로마가톨릭교회와 루터교회는 종교 학교를 창립했고 더 큰 종파들도 많은 대학과 병원을 설치했다.

## 호황
남북 전쟁 후 미국은 북부를 중심으로 하는 하나의 큰 국민경제가 정리되었다. 1869년, 오마하와 새크라멘토를 잇는 최초의 대륙횡단철도가 개통되면서 유럽에서 다수한 이민자들이 유입되었다. 이러한 자본주의의 급속한 성장에 따라 철강왕 앤드루 카네기(스코틀랜드 출신), 석유왕 존 록펠러, 솔로몬 R. 구겐하임의 아버지 광산왕 마이어 구겐하임(스위스 출신의 유태계 독일인) 등 이름난 부호가 등장했다. 그러나 정치는 부패했고, 국가의 비호를 받은 자본가는 더욱 부를 축적하였고 역설적으로 하층민들은 가난에 허덕였다. 가히 도금시대.

## 정치

### 존슨 시대
미국 대통령 에이브러햄 링컨이 암살되고서 부통령에서 승격한, 남부 출신인, 미국 대통령 앤드루 존슨의 당적은 공화당이었지만 원래는 남부 민주당 출신이라서 남부의 백인을 특사하는 등 남부에 호의를 보이고 관대한 정책을 펼친다. 반란한 남부의 옛 지도자들이 정치 활동을 재개하여 〈노예단속법〉 대신 〈흑인단속법〉을 제정하는 등 기존 지배 체제가 유지되자 “무엇을 위한 남북전쟁이었나”라고 하며 북부의 여론은 격앙되었고, 특히 공화당 급진파의 반발을 불러왔다. 미국 대통령 앤드루 존슨은 탄핵을 목적한 재판을 받고서 결국엔 1표 차이로 탄핵에서는 겨우 벗어났지만 대통령으로서의 영향력은 완전히 상실했다. 남부 백인은 뿌리 깊은 차별심에서 쿠 클럭스 클랜(KKK) 등에 의한 테러 활동을 활발하게 전개했다.

### 그랜트 시대
남북전쟁 때 북군의 명장이었던 율리시스 S. 그랜트는 1868년 5월 시카고에서 열린 공화당 전당대회에서 만장일치로 대통령 후보로 선정되어 대통령 선거에서도 승리했다. 그러나 대통령 시기 그는 측근들의 비리와 추문에 시도때도 없이 시달렸다. 특히 연방 행정부의 세금을 300만 달러 이상을 부정하게 받은 ‘위스키 링 사건’(Whiskey Ring)은 유명한 예이다. 개인 보좌관 오빌 E. 배브콕은 부정 행위에 연루되어 기소되었지만 대통령 그랜트의 사면에 의해 유죄 판결을 회피했다. 이 사건 이후 국방부 장관 윌리엄 W. 벨크냅이 미국 인디언과 판매, 거래책에게 뇌물을 받은 사실이 조사 결과 밝혀졌다. 대통령 그랜트 자신이 부하의 부정 행위에서 수익했다는 증거는 없었지만, 범죄자를 엄단하지도 않았고 그들의 유죄가 확정되고서도 단호히 조치하지 않았다. 이런 그랜트 정권의 난맥상에 공화당 특히 1875년 시민권법 제정 등 정국을 주도한 공화당 급진파의 인기는 서서히 떨어져간다.

### 이후
1877년 대선 결과 신승한 공화당 온건파 출신 러더퍼드 B. 헤이스는 당시만 해도 보수적이었던 민주당과 타협해 연방군의 남부 철수를 결정한다. 결국 북부와 남부의 백인들은 남부 흑인의 희생으로 약간의 화해를 하게 된 꼴. 결국 해방 후 한동안 흑인들 사이에선 고위 정치가도 나오고 자신들에겐 토지와 노새가 주어지리라는 기대감이 퍼져 있었지만, 해방된 다수의 노예는 플랜테이션을 떠나 방랑하거나 남부에 머물러 플랜테이션 농업 노동자나 소작농이 될 수밖에 없었다.

## 이민
도금 시대 이전에, 흔히 구 이민의 시대라고 언급된 그 시기는 최초의 실질에 부합한 미국 이민의 붐을 경험했다. 도금의 시대에는 오늘날 신 이민으로 알려진 약 일천만 명의 이민자들이 미국으로 왔다. 이민자들 중 일부는 평원 주에서 토지와 도구를 살 수 있는 현금이 있는 꽤 부유한 농부들이었다. 대다수가 비숙련 노동자로 목재소나 광산이나 공장에 아메리칸 드림을 찾아 온 가난한 농부들이었다. 그러나 빈곤이 들이닥친 남부로는 거의 가지 않았다. 이러한 이민자들의 쇄도를 수용하고자 연방 행정부는 1892년 자유의 여신상 근처의 엘리스섬에 수용소를 개소했다.
이러한 이민자들은 두 분류로 구성되어 있었다. 독일, 영국, 아일랜드, 스칸디나비아에서 온 마지막 구 이민의 홍수와 1910년경 정점을 이룬 새롭게 부상하던 신 이민이었다. 어떤 이들은 다시 대서양을 건너 돌아갔지만, 대부분이 영구 정착민으로 남았다. 그들은 도시와 농촌의 잘 조직된 사회 속으로 녹아들었다. 독일계 미국인 커뮤니티는 독일어를 말했지만, 그들의 2세들은 2개 국어 사용자가 되었다.
신이민자들은 대부분 이태리, 폴란드, 유대인 등 남동부 유럽에서 온 훨씬 더 가난한 농부들과 시골 사람이었다. 이태리와 그리스에서 온 일부 사람들은 그들 자신을 임시 이민자로 여겼다. 그들은 비숙련 노동력의 장기 근로로 돈을 모아 귀향하려고 했던 이들이었다. 유대인들을 비롯한 다른 이들은 동유럽에서 쫏겨 났고 돌아갈 생각이 없었다. (이스라엘은 아직 존재하지도 않았다.)
역사학자들은 이민의 원인을 ‘밀림 요인’(고향에서 밀려난 것)과 ‘끌림 요인’(미국으로 이끌려 오는 것)의 관점에서 분석하고 밀림 요인은 경제상 탈출, 토지 부족, 반유대주의를 포함했다. 끌림 요인은 값싼 토지, 공장, 목재소, 광산에서의 일거리와 같은 경제상 기회였다.
제일 세대는 보통 민족 집단 내부에서 하나의 공통 언어와 음식, 종교, 마을 간 교류를 이용해 살았다. 수효 증가로 더 큰 도시 안에서 거주지의 인구 과밀을 유발했다. 그러나 작은 목재소 마을에서는 경영자들이 보통 싼 세로 주거할 수 있는 주택 회사를 만들었다.

### 중국계 이민자
아시아 이민자들(당시는 주로 청나라인)은 주로 미국 서부에 몰려와 캘리포니아 건설 회사에 임시 철도 노동자로 고용되었다. 캘리포니아에서 유타까지 가는 센터럴 퍼시픽 철도(Central Pacific Railroad) 건설은 대부분 중국인 노동자들에 의해 이뤄졌다. 1870년 인구조사에서 미국 전체에 중국인 남성(일부는 여성) 육만삼천 명이 있었다. 1880년, 이 수효는 십만육천 명으로 증가했다. 허나 유럽계 미국인들은 이런 아시아인들의 낯선 생활양식과 저임금의 위협을 꺼려했다. 새뮤얼 곰퍼스가 이끄는 노동조합은 중국인 노동자의 존재를 강력하게 반대했다. 연장선상에서 중국에서 온 이민자들은 1950년까지 시민이 되는 것이 허용되지 않았다. 그러나 미국에서 태어난 자녀를 가진 황김덕(黃金德, Wong Kim Ark) 사건(미국 vs 황김덕 사건)에 대한 미국 연방대법원의 판결로 모두 시민이 될 수 있었다.
의회는 헤이스 대통령이 반대하던 〈중국인 배척법〉을 그가 퇴임한 이후 1882년 기어이 적용해 중국계 이민자들의 이민을 더는 금지시켰다. 이 법은 중국계 노동자들의 입국을 금지시키는 것이었지만, 일부 학생들과 사업가들은 일시로 허용되었다. 그리하여 중국인 인구는 1940년대에는 삼만칠천 명으로 줄어들었다. 많은 중국인 이민자가 본토로 돌아갔을지라도 대부분은 미국에 남았다. 중국인들은 도시 사회에서 환영받지 못해서 대도시 구역에 ‘차이나타운’을 만들어 내부의 구역에서 거주해야 했다. 이 법은 1940년대까지 지속되었다.

## 독점 자본
급성장한 미국 자본주의는 1880년대 독점 자본의 출연으로까지 도달하여, 각종 기업 담합과 특히 트러스트가 성행했다. 대자본가가 행정부와 결탁하여 부패와 정치 개입이 지속되는 등 독점 자본의 폐해가 드러났다. 1882년에 스탠다드 석유 트러스트를 형성하여 거대한 이익을 소비자에게 환원하지 않는다는 비판을 받던 록펠러의 스탠더드 오일식 비즈니스 기법은 널리 비판받았다. 결국 1890년엔 이들을 규제하는 셔먼 반독점법이 나오게 된다.

## 같이 보기
- 프런티어
- 벨 에포크